# Lijst van presidenten van Andalusië
Hieronder volgt een lijst van presidenten van Andalusië, een autonome gemeenschap van Spanje, sinds de herinvoering van de democratie in Spanje in 1978. Deze presidenten stonden aan het hoofd van de Junta de Andalucía.
| Afbeelding               | President                         | Ambtsperiode | Partij |
| ------------------------ | --------------------------------- | ------------ | ------ |
| Escudero Rodríguez       | Rafael Escuredo Rodríguez         | 1982 - 1984  | PSOE   |
| Rodríguez de la Borbolla | José Rodríguez de la Borbolla     | 1984 - 1990  | PSOE   |
| Manuel Chaves            | Manuel Chaves                     | 1990 - 2009  | PSOE   |
| Gaspar Zarrías Arévalo   | Gaspar Zarrías Arévalo ad interim | 2009         | PSOE   |
| José Antonio Griñán      | José Antonio Griñán               | 2009 - 2013  | PSOE   |
| Susana Díaz              | Susana Díaz                       | 2013 - 2019  | PSOE   |
| Juan Manuel Moreno       | Juan Manuel Moreno                | 2019 - heden | PP     |